# Kronologija Domovinskog rata: kolovoz 1990.

### 2. kolovoza
- Od 2.256 zaposlenih u Saveznom sekretarijatu za vanjske poslove samo je 267 (11,8) iz Hrvatske, a i od toga broja samo je nešto više od 50 posto Hrvata.[1]

### 5. kolovoza
- U Knin stigao brzojav kojim Ministarstvo za pravosuđe i upravu Hrvatske zabranjuje provođenje referenduma, bilo da je riječ o kulturnoj ili političkoj autonomiji, u zajednici općina sjeverne Dalmacije i Like.[1]
- U Banja Luci održana osnivačka skupština Srpske demokratske stranke, a Jovan Rašković Markovićevo jugoslavenstvo ocijenio kao nastavak antisrpske politike.[1]

### 7. kolovoza
- Unatoč zabrani, u Kninu i Donjem Lapcu odlučili da se referendum o srpskoj autonomiji održi od 19. kolovoza do 2. rujna ove godine.[1]

### 14. kolovoza
- Hrvatski predsjednik dr. Franjo Tuđman u Zagrebu razgovarao s novinarima javnih glasila, te upozorio da se Hrvatska suočava s dobro organiziranom urotom, kojoj je u pozadini velikosrpska koncepcija.[2]
- Jučerašnji odlazak kninske delegacije Srba, koja sebe proglašava predstavnikom sviju Srba u Hrvatskoj, u Beograd (saveznom državnom predsjedniku Srbinu Borisavu Joviću) nastavak je one politike iz prošlosti koja je pokroviteljstvo za Srbe tražila u Beču, Budimpešti ili Beogradu, piše Večernji list.[2]

### 18. kolovoza
- Na izvanrednoj sjednici Vlade i Predsjedništva Sabora Hrvatske predloženo da se Srpska demokratska stranka kao teroristička stavi izvan zakona.[2]
- Radio Knin i Tanjug javili da je oko 18 sati predsjednik Skupštine općine Knin dr. Milan Babić proglasio na području općine ratno stanje. Babić kasnije opovrgnuo vijest da je proglasio ratno stanje.[2]
- U Sarajevu, pred više od deset tisuća delegata i gostiju u Skenderiji održana osnivačka skupština HDZ-a za Bosnu i Hercegovinu.[2]

### 19. kolovoza
- Predsjedništvo Republike Hrvatske zatražilo od Predsjedništva SFRJ i Saveznog izvršnog vijeća da osiguraju poštovanje ustavnog poretka u čitavoj zemlji.[2]
- Srbi se na referendumu izjašnjavaju o autonomiji u Hrvatskoj.[2]
- U pismu Predsjedništvu SFRJ Slobodan Milošević licemjerno kaže da se represivnim mjerama pokušava Srbima u Hrvatskoj ukinuti osnovno ljudsko pravo - slobodno izražavanje mišljenja.[2]

### 20. kolovoza
- Nitko od zastupnika SDS-a u Saboru Republike Hrvatske neće prisustvovati izvanrednom zasjedanju Sabora, javljeno iz Knina.[2]

### 21. kolovoza
- Obrana Hrvatske i razvijanje demokracije nadstranačka je obveza svih, zaključak je skupa hrvatskih političkih stranaka održanog u Zagrebu.[3]
- Osobnim izjašnjavanjem građana ne mogu se mimo saveznog Ustava i republičkih ustava mijenjati odnosi između i unutar društveno-političkih zajednica - stvarati odnosi autonomije, zaključak je jučerašnje sjednice Saveznog izvršnog vijeća.[3]
- U Negoslavcima, selu vukovarske općine, za autonomiju glasovalo 132% (!) Srba.[3]

### 22. kolovoza
- U intervjuu Dnevniku, emisiji Švedskog radija za Jugoslavene, predsjednik Republike Hrvatske dr. Franjo Tuđman rekao da referendum nema nikakve pravne osnove i da za Republiku Hrvatsku neće značiti ništa.[3]

### 24. kolovoza
- Na Izvanrednom zasjedanju Sabora Republike Hrvatske govorio hrvatski predsjednik dr. Franjo Tuđman upozorivši da je danas Hrvatska suočena s izvanrednim stanjem - najavljivanim ustankom, koji je kulminirao u otvorenoj oružanoj srpskoj pobuni.[3]
- Sabor Republike Hrvatske proglasio Rezoluciju o zaštiti ustavnog demokratskog poretka i nacionalnim pravima u Hrvatskoj, te tajnim glasanjem razriješio dužnosti člana Predsjedništva SFRJ dr. Stipu Šuvara i na njegovo mjesto izabrao Stipu Mesića, dosadašnjeg predsjednika Vlade Hrvatske. Novi predsjednik Vlade je Josip Manolić.[3]

### 26. kolovoza
- U Donjem Lapcu i Našicama za autonomiju Srba u Hrvatskoj izjasnilo se 160, odnosno 400 posto,rekao član izborne komisije Dušan Vještica na konferenciji za novinare Srpske demokratske stranke u Kninu.[3]

### 27. kolovoza
- U Splitu predsjednik Republike Hrvatske dr. Franjo Tuđman otvorio XV. Europsko atletsko prvenstvo.[3]

### 28. kolovoza
- Biro za štampu Predsjedništva SFRJ prosvjedovao što je predsjednik Republike Hrvatske dr. Franjo Tuđman u Splitu otvorio Prvenstvo Europe u atletici, jer je to pravo predsjednika države, u ovom slučaju predsjednika Predsjedništva SFRJ dr. Borisava Jovića.[3]

### 30. kolovoza
- Ustavni sud Hrvatske poništio odluke skupština općina Knin, Donji Lapac, Gračac, Vojnić, Dvor, Glina, Obrovac i Benkovac o osnivanju zajednice općina sjeverne Dalmacije i Like, jer niti jedna skupština općina nema, niti je imala, ustavno ovlaštenje da osnuje zajednicu općina i da utvrđuje teritorij zajednice općina.[3]
- Delegacija američkog Kongres, predvođeno Bobom Doleom, nakon posjeta Jugoslaviji, dala izjavu u Zagrebu, u kojoj ističe kontraste između brzih koraka da demokraciji i slobodnom poduzetništvu u Hrvatskoj i Sloveniji naspram ustrajnosti na staroj komunističkoj represiji u Srbiji.[3]